# Чемпионат Молдовы по волейболу среди женщин
Чемпионат Молдовы (Молдавии) по волейболу среди женщин — ежегодное соревнование женских волейбольных команд Молдавы. Проводится с 1993 года (в 1990-е годы нерегулярно). С сезона 2014/15 проходит по системе «осень-весна».

## Формула соревнований
Чемпионат 2024 состоял из двух этапов — предварительного и плей-офф. На предварительной стадии команды играли в два круга. По его результатам 4 лучшие вышли в плей-офф и далее по системе с выбыванием определили двух финалистов, которые разыграли первенство. Серии матчей плей-офф проводились до двух (полуфинал) и до трёх (финал) побед одного из соперников.
В чемпионате 2024 приняли участие 5 команд: «Динамо-Глория» (Тирасполь), «АСЕМ-Бояр» (Кишинёв), «Сперанца» (Кишинёв), «УТМ-Политех» (Кишинёв), ХМСК (Кишинёв). Чемпионский титул выиграла команда «АСЕМ-Бояр», победившее в финальной серии «Динамо-Глория» 3-0 (3:0, 3:1, 3:1). 3-е место заняла «Сперанца».

## Чемпионы (c 2004)
- 2004 АСЕМ[2] Кишинёв
- 2005 АСЕМ Кишинёв
- 2006 УСМ[4] Кишинёв
- 2007 «Сперанца» Кишинёв
- 2008 АСЕМ Кишинёв
- 2009 АСЕМ Кишинёв
- 2010 УТМ[3] Кишинёв
- 2011 АСЕМ Кишинёв
- 2012 УСМ Кишинёв
- 2013 АСЕМ Кишинёв
- 2014 УСМ Кишинёв
- 2015 «Сперанца» Кишинёв
- 2016 УСМ Кишинёв
- 2017 «УСМ-Боставан» Кишинёв
- 2018 «Динамо-МАИ» Кишинёв
- 2019 «Динамо-МАИ» Кишинёв
- 2020 чемпионат не завершён, итоги не подведены
- 2021 «Динамо-МАИ» Кишинёв
- 2022«Динамо-МАИ» Кишинёв
- 2023 «АСЕМ-Бояр» Кишинёв
- 2024 «АСЕМ-Бояр» Кишинёв